# 세젠 악수
세젠 악수(Sezen Aksu, 1946년 2월 12일 ~ )는 튀르키예의 가수이다. "튀르키예 팝 음악의 여왕"이라는 별칭으로 부르기도 한다.